# Comunidade Renascer
A comunidade Renascer é um aglomerado subnormal do município brasileiro de Piracicaba, no estado de São Paulo. A comunidade está situada no bairro Novo Horizonte e também é uma das mais precárias da cidade. Em 2021, possuía mais de 2 mil habitantes, sendo classificada como uma das maiores ocupações urbanas do interior do estado de São Paulo em 2022. A Renascer já foi alvo de diversas ameaças de despejo pela Prefeitura Municipal de Piracicaba, impedidas pela resistência da população local.